# 山本幸司
山本 幸司（やまもと こうじ、1946年 - ）は、日本の歴史学者。静岡文化芸術大学名誉教授、理事。専攻は日本中世史法制史、思想史。
東京都出身。慶應義塾大学大学院経済史専攻修士課程修了。平凡社勤務の後、中央大学大学院国史学専攻博士課程単位取得。神奈川大学短期大学部・神奈川大学大学院歴史民俗資料学研究科教授を経て、静岡文化芸術大学文化政策学部教授。

## 著作
- 『穢と大祓』　平凡社、1992年（増補版 解放出版社、2009年）
- 『天武の時代 ― 壬申の乱をめぐる歴史と神話』　朝日選書、1995年
- 『頼朝の精神史』　講談社選書メチエ、1998年
- 『頼朝の天下草創　日本の歴史09』　講談社、2001年
  - 『頼朝の天下草創　日本の歴史09』（講談社学術文庫、2009年）
- 『〈悪口〉という文化』　平凡社、2006年
- 『人はなぜ騙すのか――狡智の文化史』　岩波書店、2012年
- 『大学一年生の文章作法』　岩波テキストブックスα、2014年